# 北山形駅

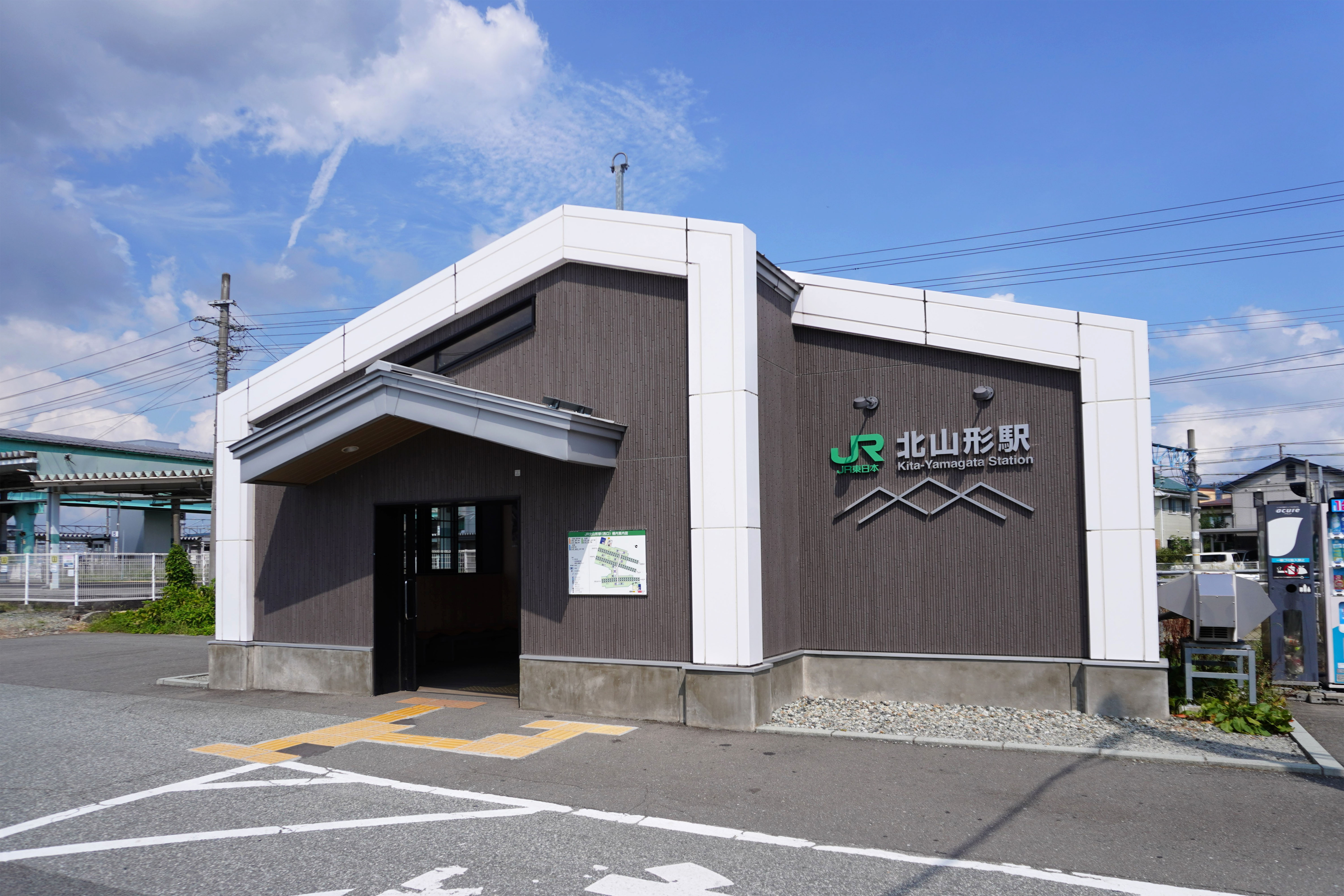
西口（2023年9月）

北山形駅（きたやまがたえき）は、山形県山形市宮町一丁目にある、東日本旅客鉄道（JR東日本）の駅である。

## 乗り入れ路線
当駅に乗り入れている路線は、線路名称上は、当駅の所属線である奥羽本線と、当駅を起点とする左沢線の2路線である。奥羽本線は在来線としての愛称として「山形線」が設定されている。また、左沢線は当駅から1つ南隣の奥羽本線山形駅まで乗り入れているほか、奥羽本線の1つ北隣にある羽前千歳駅を終点とする仙山線の列車も当駅を経由して山形駅まで乗り入れている。この両路線は軌間1,435ミリメートルの標準軌の線路を使用する山形新幹線および山形線とは異なり、一般的なJR在来線と同様に軌間1,067ミリメートルの狭軌であるため、両路線の列車は山形駅 - 当駅 - 羽前千歳駅間では標準軌と並行して設けられた狭軌の単線を走行する。

## 歴史
左沢線の途中駅として開業し、あとから奥羽本線の列車が停車するようになったという経緯を持っているため、左沢線の起点は長らく山形駅になっており、1998年に左沢線の起点が当駅に移るまで、山形 - 北山形は左沢線と奥羽本線の重複区間になっていた。

### 年表
- 1921年（大正10年）7月20日：左沢軽便線の駅として開業[3]。
- 1922年（大正11年）9月22日：左沢軽便線が左沢線と改称[4]。
- 1927年（昭和2年）9月11日：奥羽本線の列車が停車するようになる[5]。
- 1933年（昭和8年）10月17日：仙山西線（現在の仙山線、羽前千歳 - 山寺間）開業[6]。東口の使用を開始。
- 1956年（昭和31年）10月19日：東口駅舎を改築。駅前広場に小便小僧の像を設置[新聞 1]。
- 1970年（昭和45年）4月13日：東口駅舎と西口駅舎を結ぶ跨線橋を設置[7]。
- 1987年（昭和62年）4月1日：国鉄の分割民営化により、東日本旅客鉄道の駅となる[2]。
- 1998年（平成10年）7月2日：左沢線の起点が山形駅から当駅に移り、山形 - 北山形の重複が解消。
- 1999年（平成11年）頃：山形新幹線新庄延伸工事の進捗に伴い仙山線用4番線ホーム使用開始。以降のホーム番号がずれ、左沢線ホームは5、6番線と改称。
- 2013年（平成25年）7月20日：夜に当駅構内の信号機器室から火災が発生。制御機器が焼損し信号制御が不能になった。原因は、羽前千歳駅に隣接する変電所内で蛇によるショートが発生し、高圧電流が駅構内の信号機器室に流れ込んだことによる。この影響で奥羽本線・山形 - 天童間は21日まで、山形新幹線・山形 - 新庄間、仙山線・作並 - 山形間および左沢線・山形 - 羽前山辺間は26日まで運休となった[新聞 2][新聞 3]。
- 2014年（平成26年）6月10日：新西口駅舎が完成[新聞 4]。
- 2016年（平成28年）11月26日：新東口駅舎の供用を開始[報道 1]。
- 2023年（令和5年）3月16日：駅ホームと連絡通路を結ぶエレベーターが使用を開始[報道 2]。
- 2024年（令和6年）
  - 3月16日：ICカード「Suica」の利用が可能となる[報道 3][報道 4]。
  - 10月1日：えきねっとQチケのサービスを開始[1][報道 5]。

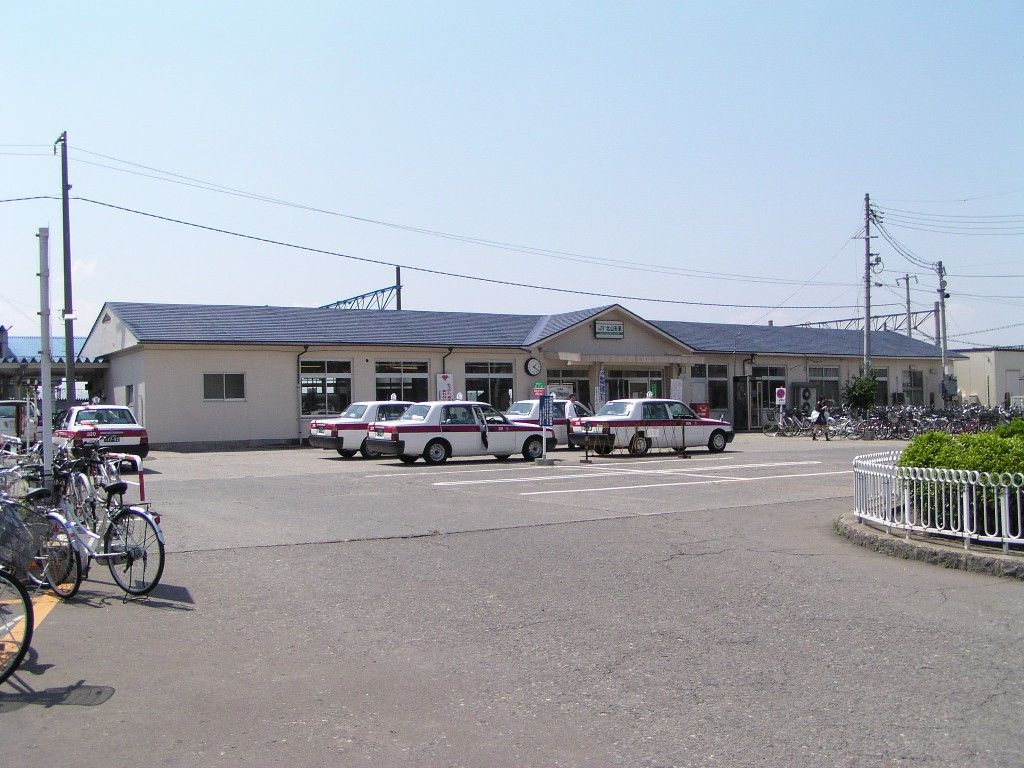
東口旧駅舎（2005年5月）
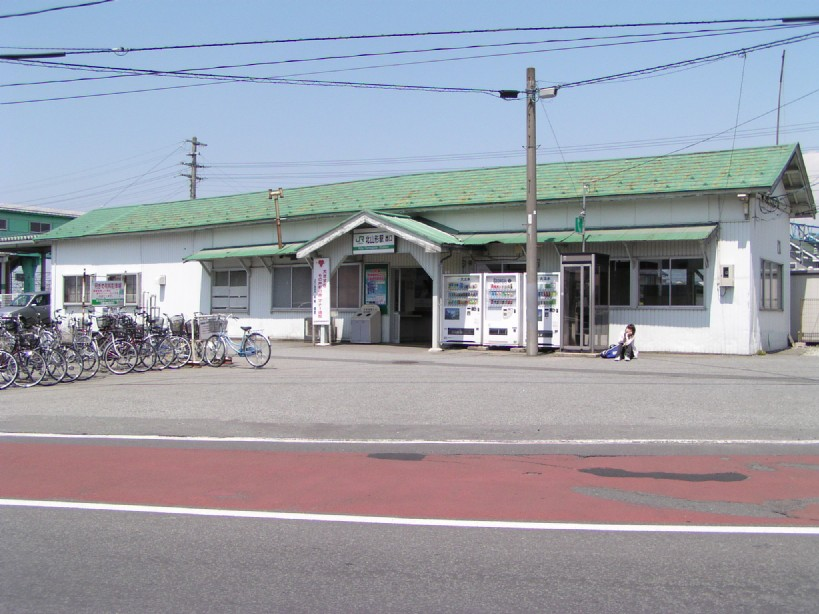
西口旧駅舎（2005年5月）

## 駅構造
地上駅である。東口駅舎に接して単式ホーム1面1線（1番線）、奥に島式ホーム1面2線（2・3番線）、さらに奥に単式ホーム1面1線（4番線）、ここまでのホームとYの字をなす様にして相対式ホーム2面2線（5・6番線）と、あわせて5面6線をもつ。6番線ホームに接して西口の駅舎がある。1・2番線の線路が標準軌、ほかは狭軌となっている。5本のホームが長い跨線橋で結ばれている。
元来この駅は左沢線のみの停車駅で、当時は今の西口駅舎と5・6番線のみであった。しかし、のちに奥羽本線・仙山線も停車するようになり、1 - 3番線と左沢線の4・5番線（当時）のY字構造になった。そして、山形新幹線の新庄延伸に伴い、仙山線用ホームとして4番線が設置され、これに伴い左沢線ホームは5・6番線に番号がずれ、最終的に今の構造となった。
1・2番線を奥羽本線（山形線）の列車、3・4番線を仙山線の列車、5・6番線を左沢線の列車が使用している。1番線は一線スルー化されている。
1 - 4番線・6番線は6両編成に、5番線は4両編成にそれぞれ対応している。山形新幹線開通前までは、1番線は12両編成に対応するなど、各ホームは現在より長かった。1番線の新庄側にその名残が見える。
利用客が多い東口駅舎のみ駅員が配置されており、駅事務室や有人窓口がある。山形駅管理の業務委託駅（JR東日本東北総合サービス受託）で、みどりの窓口が設置されている。また、東口・西口両方に自動券売機と簡易Suica改札機が設置されている。
また、国の法律に基づき、1日の平均乗車数が約3,000人いる鉄道駅について 「段差の解消」などのバリアフリー化を促していて、当駅もこの対象となっていた。そのため、JR東日本は駅の連絡通路と駅ホームを繋ぐエレベーターを設ける整備を進め、2023年（令和5年）3月16日の午後から使用開始されている。なお、エレベーターは計4基設置され、そのうち4・5番線については平面で連絡できる通路が増設され、その中間にエレベーターが設置された。

### のりば
| 番線 | 路線    | 方向 | 行先           | 備考             |
| ---- | ------- | ---- | -------------- | ---------------- |
| 1・2 | ■山形線 | 上り | 山形・福島方面 | 主に1番線を使用  |
| 1・2 | ■山形線 | 下り | 新庄方面       | 主に1番線を使用  |
| 3    | ■仙山線 | 上り | 山寺・仙台方面 |                  |
| 3    | ■仙山線 | 下り | 山形方面       |                  |
| 4    | ■仙山線 | 上り | 山寺・仙台方面 | 列車交換時に使用 |
| 5    | ■左沢線 | 上り | 山形方面       | 列車交換時に使用 |
| 6    | ■左沢線 | 上り | 山形方面       |                  |
| 6    | ■左沢線 | 下り | 左沢方面       |                  |

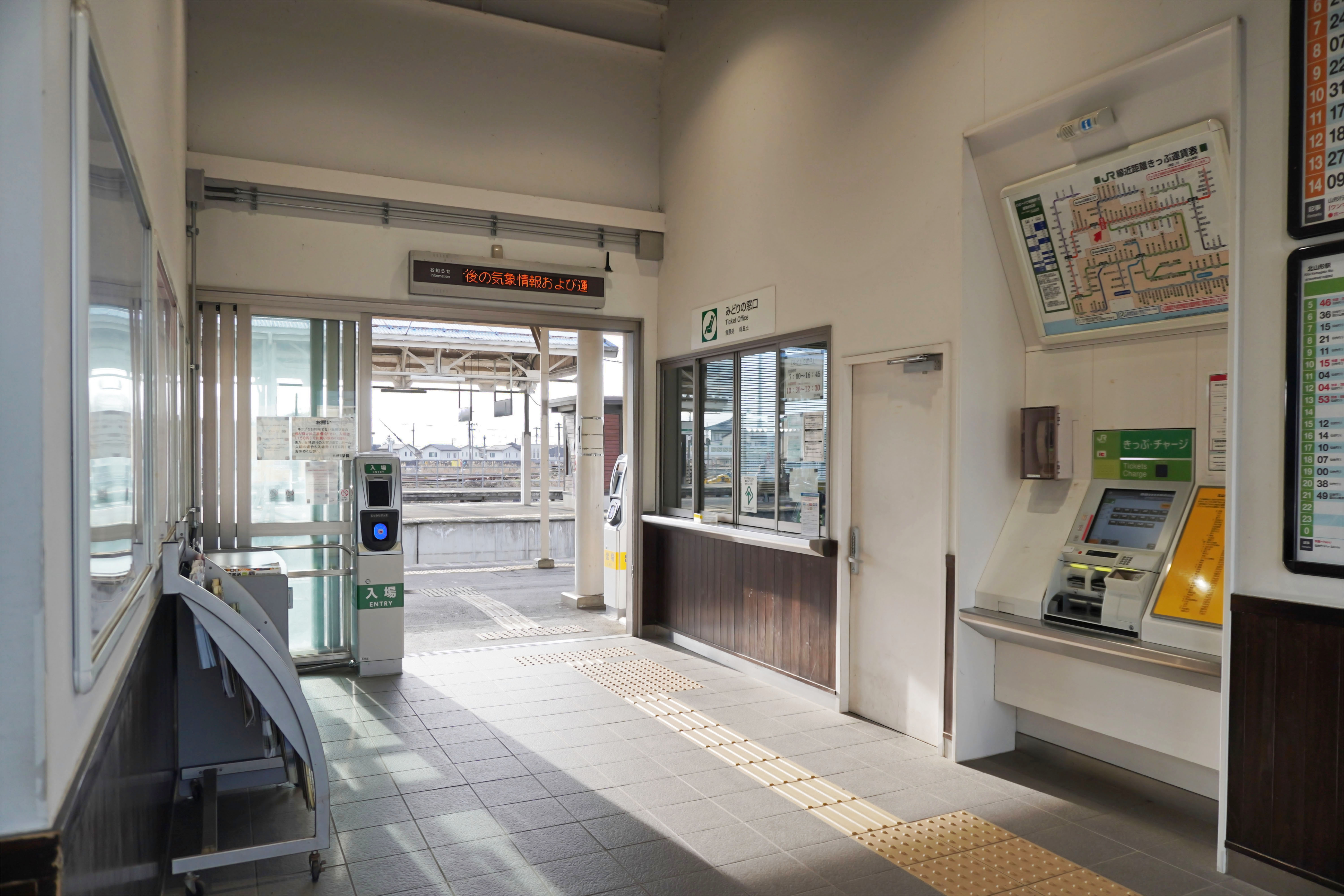
東口改札（2024年3月）
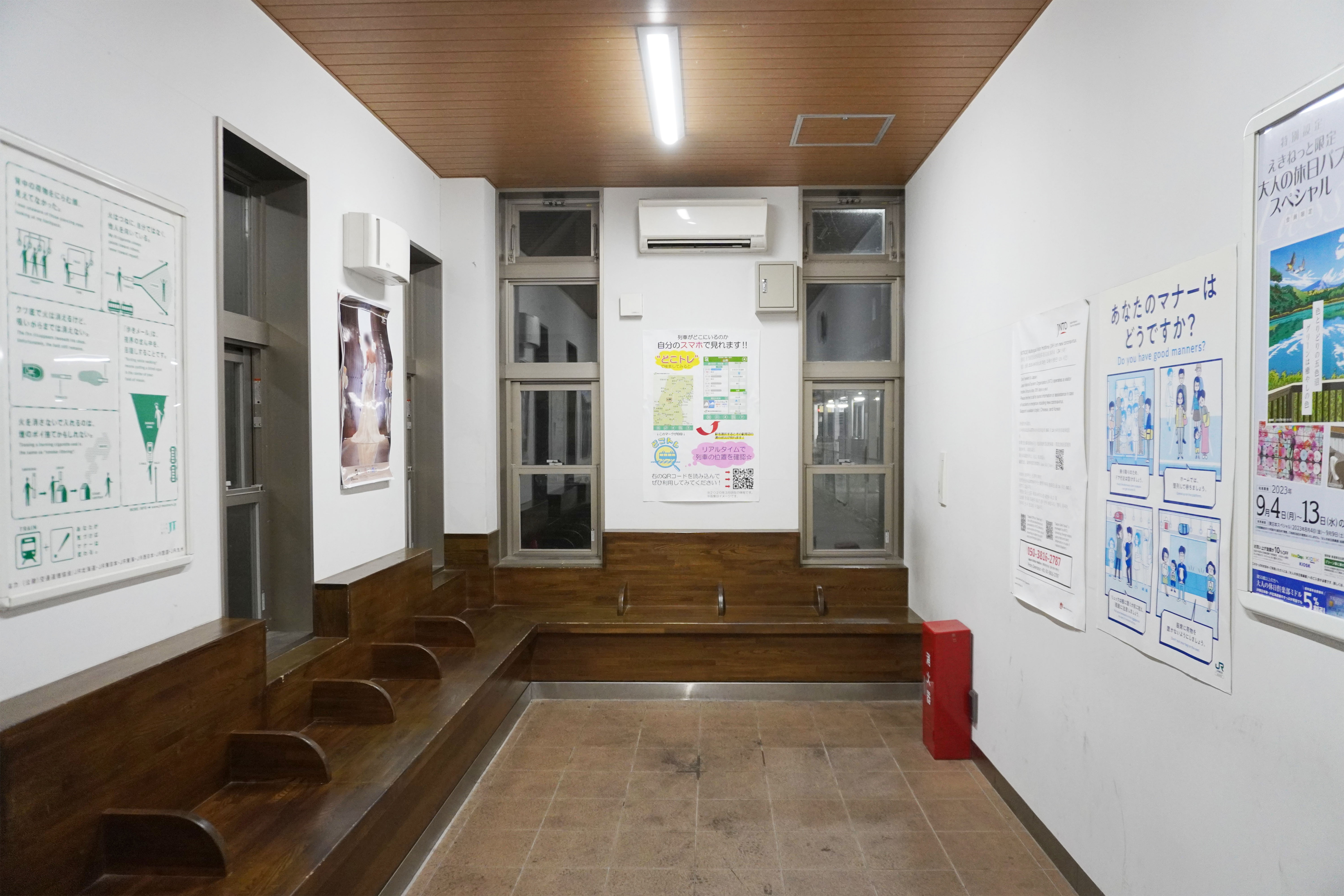
東口待合室（2023年9月）
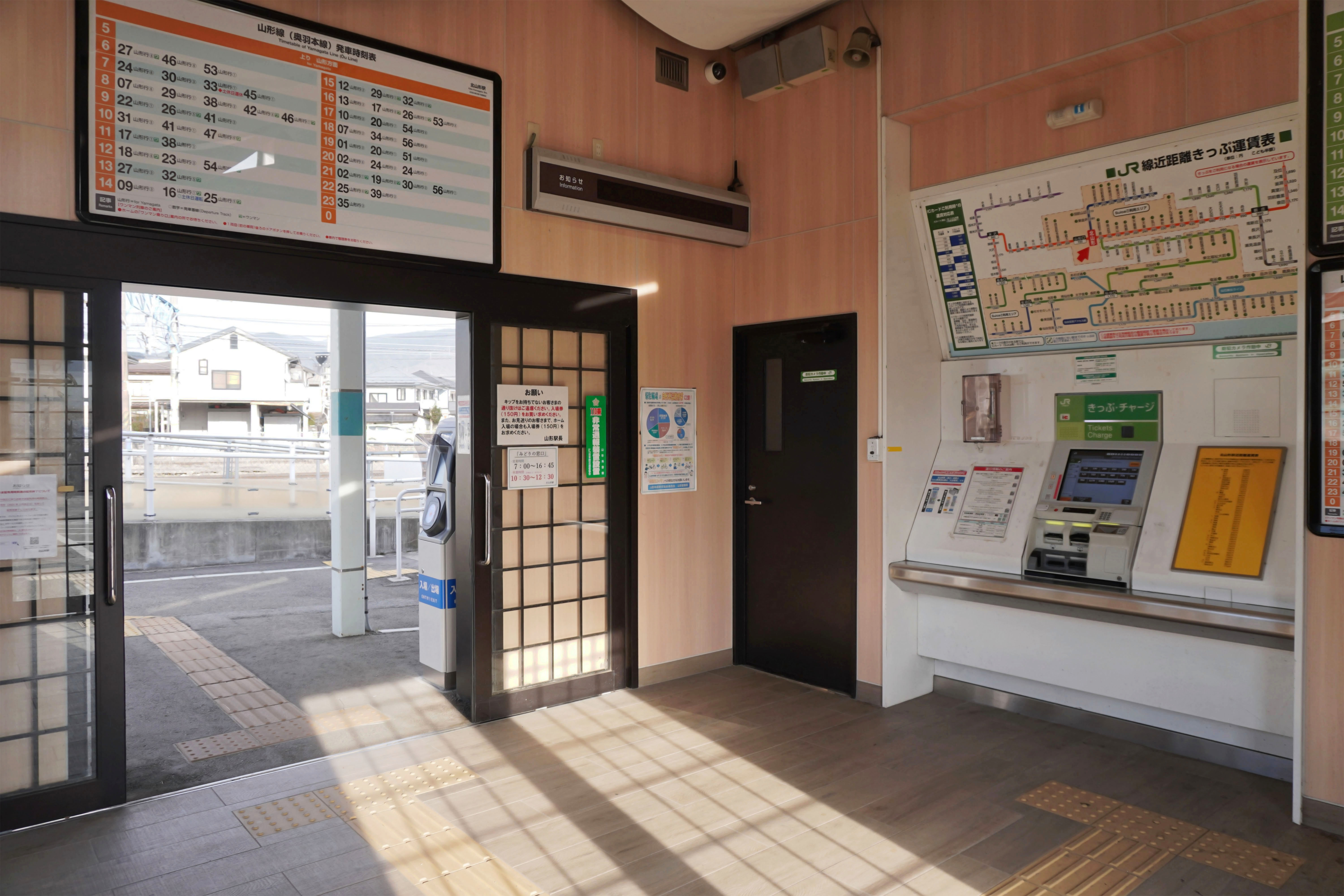
西口改札（2024年3月）
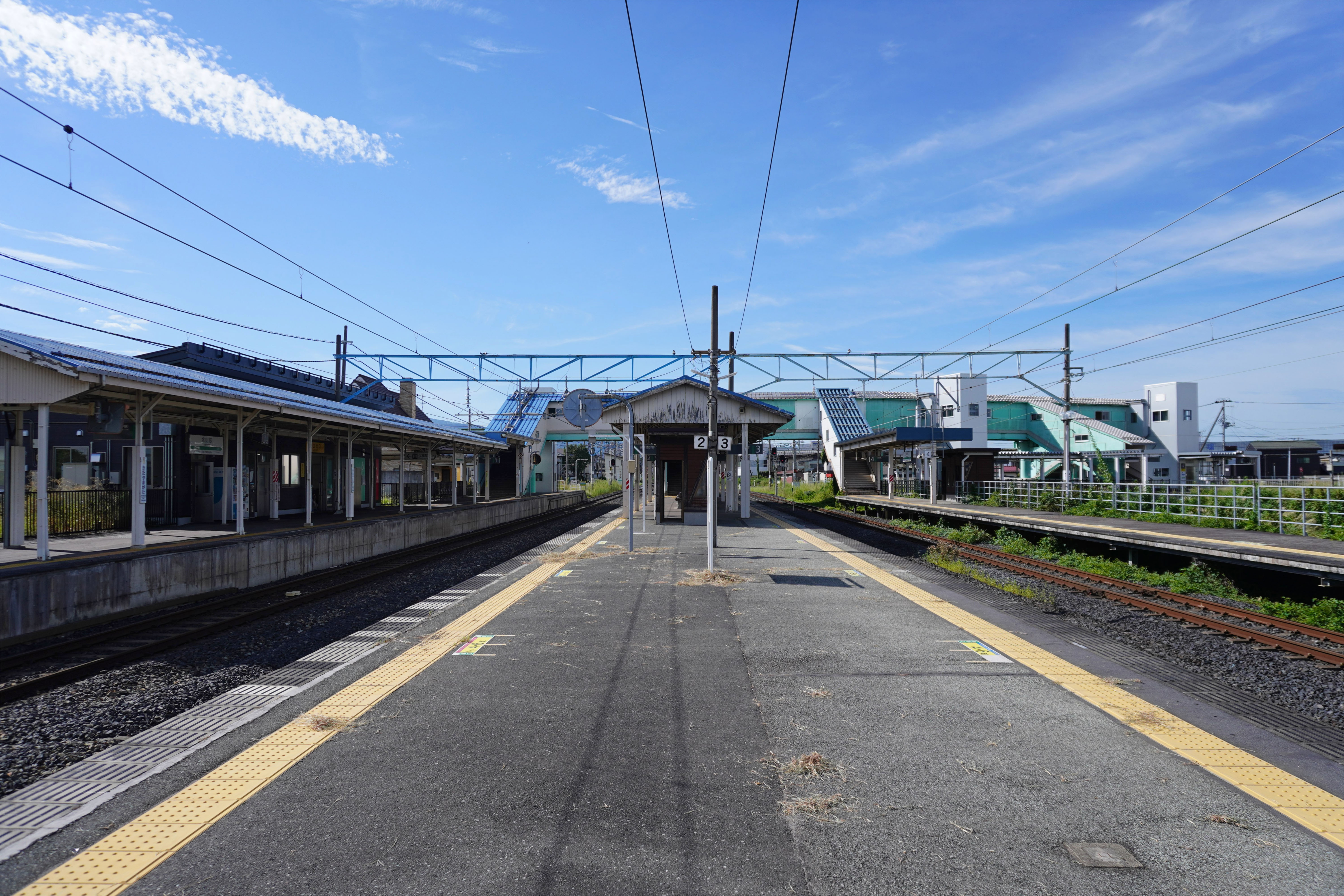
1 - 4番線ホーム（2023年9月）
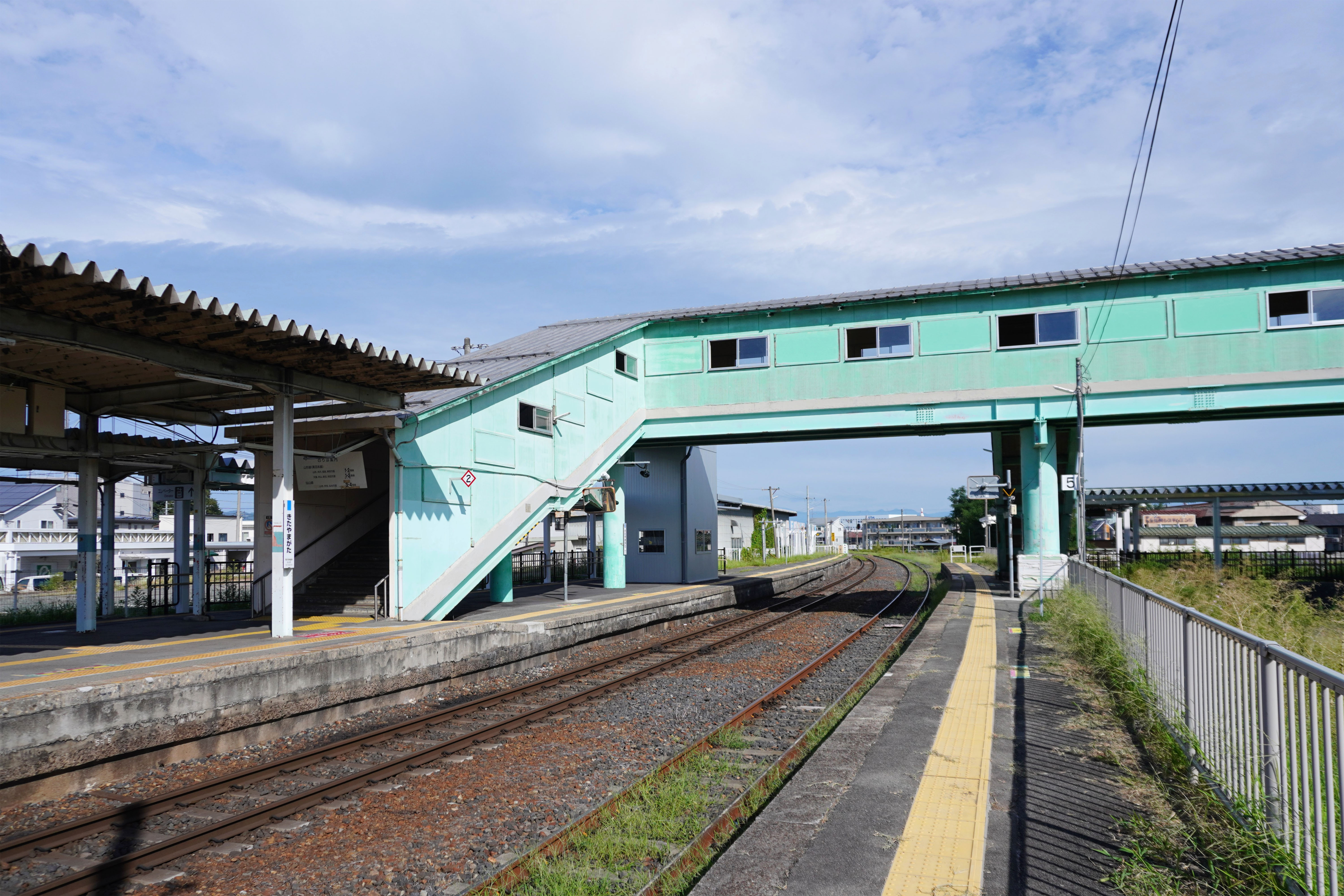
5・6番線ホーム（2023年9月）

## 利用状況
JR東日本によると、2023年度（令和5年度）の1日平均乗車人員は1,630人である。
1994年度（平成6年度）以降の推移は以下のとおりである。
| 1日平均乗車人員推移 | 1日平均乗車人員推移 | 1日平均乗車人員推移 | 1日平均乗車人員推移 | 1日平均乗車人員推移 |
| 年度                | 定期外              | 定期                | 合計                | 出典                |
| ------------------- | ------------------- | ------------------- | ------------------- | ------------------- |
| 1994年（平成06年）  |                     |                     | 1,110               | [ 利用客数 2 ]      |
| 1995年（平成07年）  |                     |                     | 1,610               | [ 利用客数 2 ]      |
| 1996年（平成08年）  |                     |                     | 1,620               | [ 利用客数 2 ]      |
| 1997年（平成09年）  |                     |                     | 1,500               | [ 利用客数 2 ]      |
| 1998年（平成10年）  |                     |                     | 1,480               | [ 利用客数 2 ]      |
| 1999年（平成11年）  |                     |                     | 1,510               | [ 利用客数 2 ]      |
| 2000年（平成12年）  |                     |                     | 1,647               | [ 利用客数 3 ]      |
| 2001年（平成13年）  |                     |                     | 1,622               | [ 利用客数 4 ]      |
| 2002年（平成14年）  |                     |                     | 1,708               | [ 利用客数 5 ]      |
| 2003年（平成15年）  |                     |                     | 1,731               | [ 利用客数 6 ]      |
| 2004年（平成16年）  |                     |                     | 1,697               | [ 利用客数 7 ]      |
| 2005年（平成17年）  |                     |                     | 1,662               | [ 利用客数 8 ]      |
| 2006年（平成18年）  |                     |                     | 1,634               | [ 利用客数 9 ]      |
| 2007年（平成19年）  |                     |                     | 1,613               | [ 利用客数 10 ]     |
| 2008年（平成20年）  |                     |                     | 1,620               | [ 利用客数 11 ]     |
| 2009年（平成21年）  |                     |                     | 1,629               | [ 利用客数 12 ]     |
| 2010年（平成22年）  |                     |                     | 1,621               | [ 利用客数 13 ]     |
| 2011年（平成23年）  |                     |                     | 1,547               | [ 利用客数 14 ]     |
| 2012年（平成24年）  | 278                 | 1,259               | 1,538               | [ 利用客数 15 ]     |
| 2013年（平成25年）  | 273                 | 1,285               | 1,558               | [ 利用客数 16 ]     |
| 2014年（平成26年）  | 300                 | 1,193               | 1,493               | [ 利用客数 17 ]     |
| 2015年（平成27年）  | 303                 | 1,251               | 1,554               | [ 利用客数 18 ]     |
| 2016年（平成28年）  | 299                 | 1,265               | 1,565               | [ 利用客数 19 ]     |
| 2017年（平成29年）  | 313                 | 1,267               | 1,581               | [ 利用客数 20 ]     |
| 2018年（平成30年）  | 321                 | 1,269               | 1,590               | [ 利用客数 21 ]     |
| 2019年（令和元年）  | 310                 | 1,241               | 1,552               | [ 利用客数 22 ]     |
| 2020年（令和02年）  | 203                 | 1,147               | 1,351               | [ 利用客数 23 ]     |
| 2021年（令和03年）  | 216                 | 1,200               | 1,417               | [ 利用客数 24 ]     |
| 2022年（令和04年）  | 255                 | 1,222               | 1,478               | [ 利用客数 25 ]     |
| 2023年（令和05年）  | 287                 | 1,342               | 1,630               | [ 利用客数 1 ]      |

## 駅周辺

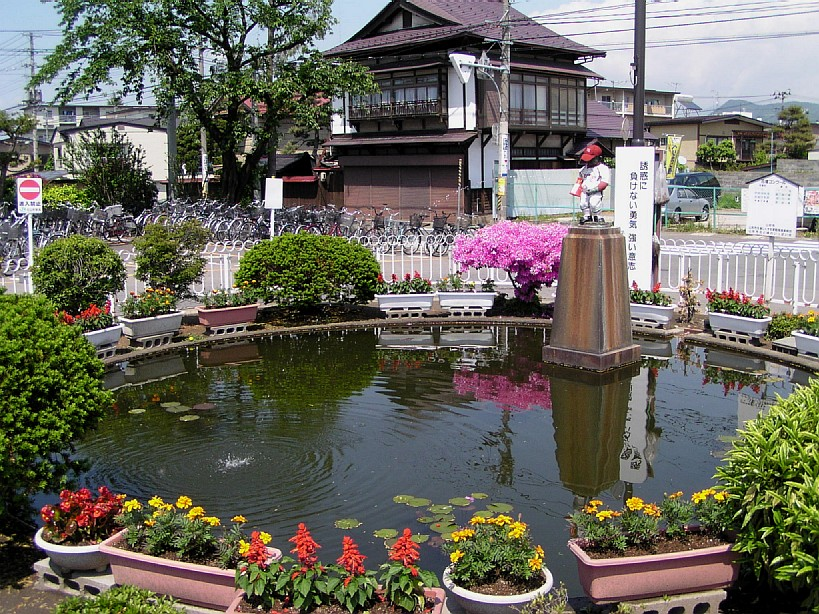
駅東口の小便小僧

東口には以前は交番やバス路線があったが、交番は山形市大野目に移転、バス路線は利用客の減少によって廃止された。交番の跡地はアパートの駐車場になっており、バス停跡には石製のベンチと点字ブロックが残されている。
- 小便小僧 - 東口の駅前広場に設置され、服の着せ替えが行われている。着せ替えは山形女子専門学校の生徒が半世紀以上続けていたが[新聞 5]、2015年（平成27年）の学校閉校に伴い地元NPO法人が引き継ぎ[新聞 6]、このNPO法人の解散に伴い2019年（令和元年）から後継のNPO法人が着せ替えを行っている[新聞 7]。
- 山形市立第五中学校
- 山形市立第三小学校
- 山形市立第七小学校
- 東北文教大学山形城北高等学校
- 鳥海月山両所宮
- 山形宮町二郵便局
- 山形肴町郵便局
- 山形ファミリーボウル
- ヨークベニマル山形下条町店
- ヤマザワ宮町店
- フードセンターたかき桧町店
- 山交バス「北駅西」停留所

## 分岐点通過列車に対する区間外乗車の特例
特例として、左沢線（東金井駅以遠）の普通列車（当駅停車の「さくらんぼ風っこ号」、SL列車などの臨時快速列車を含む）などと当駅を通過する列車（現在、定期列車では山形新幹線の列車のみ）相互間を山形駅で改札口を出ずに乗り継ぐ場合に限り、当駅 - 山形駅間は区間外乗車が認められていて運賃計算には含まれないことになっている。なお、当駅に停車する列車同士の乗り継ぎの場合と、営業キロ101キロメートル以上の長距離乗車券であっても山形駅で途中下車する場合はこの特例の対象外となり、当駅 - 山形駅間の往復運賃（300円）が必要となる。

## 隣の駅
東日本旅客鉄道（JR東日本）
■山形線（奥羽本線）
山形駅 - 北山形駅 - 羽前千歳駅
■仙山線（羽前千歳駅 - 山形駅間奥羽本線）
□快速・■普通
羽前千歳駅 - 北山形駅 - 山形駅
■左沢線（山形駅 - 当駅間奥羽本線）
山形駅 - 北山形駅 - 東金井駅

### 記事本文
1. 1 2  「駅の情報（北山形駅）：JR東日本」東日本旅客鉄道。2024年8月26日時点のオリジナルよりアーカイブ。2024年9月17日閲覧。
2. 1 2  石野哲 編『停車場変遷大事典 国鉄・JR編』 II（初版）、JTB、1998年10月1日、530頁。ISBN 978-4-533-02980-6。
3. ↑  「鉄道省告示第84・85号」『官報』1921年7月16日（国立国会図書館デジタルコレクション）
4. ↑  「鉄道省告示第109号」『官報』1922年9月2日（国立国会図書館デジタルコレクション）
5. ↑  「鉄道省告示第201号」『官報』1927年9月9日（国立国会図書館デジタルコレクション）
6. ↑  「鉄道省告示第478号」『官報』1933年10月12日 （国立国会図書館デジタルコレクション）
7. ↑  「山形県の鉄道輸送 (PDF)」『山形県』山形県鉄道利用・整備強化促進期成同盟会、2024年6月、63頁。2025年4月8日閲覧。
8. ↑  「「あらゆる人に利用しやすい駅に」北山形駅バリアフリー化工事終える・県内JR11駅整備完了」さくらんぼテレビ。2023年3月16日時点のオリジナルよりアーカイブ。2023年3月20日閲覧。
9. 1 2 3 4 5 6 7 8  「JR東日本：駅構内図・バリアフリー情報（北山形駅）」東日本旅客鉄道。2024年9月17日閲覧。

#### 報道発表資料
1. 1 2 3  「奥羽本線「北山形駅」がリニューアルいたします。 (PDF)」（プレスリリース）、東日本旅客鉄道仙台支社、2016年11月24日。2016年12月12日閲覧。
2. 1 2  「「館腰駅」「南福島駅」「北山形駅」のバリアフリー化について (PDF)」（プレスリリース）、東日本旅客鉄道東北本部、2023年2月20日。2023年2月20日閲覧。
3. ↑  「山形県のSuica利用がますます便利になります! (PDF)」（プレスリリース）、東日本旅客鉄道東北本部、2023年12月15日。2023年12月15日閲覧。
4. ↑  「山形県におけるSuicaご利用駅の拡大について (PDF)」（プレスリリース）、東日本旅客鉄道仙台支社、2022年7月22日。2022年7月22日閲覧。
5. ↑  「Suicaエリア外もチケットレスで! 東北エリアから「えきねっとQチケ」がはじまります (PDF)」（プレスリリース）、東日本旅客鉄道、2024年7月11日。2024年8月4日閲覧。

#### 新聞記事
1. ↑  「JR北山形駅 「小便小僧」の衣替え スキーウェアに変身」『山形新聞』1993年1月14日、広域版朝刊、16面。
2. ↑  「つばさなど区間運休、JR仙台支社長が陳謝 28日の再開めざす」『山形新聞』2013年7月26日。
3. ↑  「北山形駅火災で区間運休のつばさなど運行再開」『山形新聞』2013年7月27日。
4. ↑  「北山形駅の西口新駅舎完成」『山形新聞』2014年6月11日。オリジナルの2015年4月21日時点におけるアーカイブ。2020年12月26日閲覧。
5. ↑  「北山形駅の小便小僧が錦織選手に衣替え」『産経新聞』2014年9月20日。2020年4月19日閲覧。
6. ↑  「小便小僧の衣替え、続けます NPO法人が引き継ぎ」『産経新聞』2015年3月5日。2020年4月19日閲覧。
7. ↑  「小便小僧、八村選手のユニホーム姿に 北山形駅」『山形新聞』2019年12月17日。オリジナルの2020年2月12日時点におけるアーカイブ。2020年4月19日閲覧。

### 利用状況
1. 1 2  「各駅の乗車人員 2023年度 101位以下（5）| 企業サイト：JR東日本」東日本旅客鉄道。2025年7月26日閲覧。
2. ↑  山形市交通マスタープラン - 2.山形市の交通状況と課題（9頁）（2011年7月3日アーカイブ） - 国立国会図書館Web Archiving Project
3. ↑  「JR東日本：各駅の乗車人員（2000年度）」東日本旅客鉄道。2025年7月26日閲覧。
4. ↑  「JR東日本：各駅の乗車人員（2001年度）」東日本旅客鉄道。2025年7月26日閲覧。
5. ↑  「JR東日本：各駅の乗車人員（2002年度）」東日本旅客鉄道。2025年7月26日閲覧。
6. ↑  「JR東日本：各駅の乗車人員（2003年度）」東日本旅客鉄道。2025年7月26日閲覧。
7. ↑  「JR東日本：各駅の乗車人員（2004年度）」東日本旅客鉄道。2025年7月26日閲覧。
8. ↑  「JR東日本：各駅の乗車人員（2005年度）」東日本旅客鉄道。2025年7月26日閲覧。
9. ↑  「JR東日本：各駅の乗車人員（2006年度）」東日本旅客鉄道。2025年7月26日閲覧。
10. ↑  「JR東日本：各駅の乗車人員（2007年度）」東日本旅客鉄道。2025年7月26日閲覧。
11. ↑  「JR東日本：各駅の乗車人員（2008年度）」東日本旅客鉄道。2025年7月26日閲覧。
12. ↑  「JR東日本：各駅の乗車人員（2009年度）」東日本旅客鉄道。2025年7月26日閲覧。
13. ↑  「JR東日本：各駅の乗車人員（2010年度）」東日本旅客鉄道。2025年7月26日閲覧。
14. ↑  「JR東日本：各駅の乗車人員（2011年度）」東日本旅客鉄道。2025年7月26日閲覧。
15. ↑  「JR東日本：各駅の乗車人員（2012年度）」東日本旅客鉄道。2025年7月26日閲覧。
16. ↑  「各駅の乗車人員 2013年度 ベスト100以外（5）：JR東日本」東日本旅客鉄道。2025年7月26日閲覧。
17. ↑  「各駅の乗車人員 2014年度 ベスト100以外（5）：JR東日本」東日本旅客鉄道。2025年7月26日閲覧。
18. ↑  「各駅の乗車人員 2015年度 ベスト100以外（5）：JR東日本」東日本旅客鉄道。2025年7月26日閲覧。
19. ↑  「各駅の乗車人員 2016年度 ベスト100以外（5）：JR東日本」東日本旅客鉄道。2025年7月26日閲覧。
20. ↑  「各駅の乗車人員 2017年度 ベスト100以外（5）：JR東日本」東日本旅客鉄道。2025年7月26日閲覧。
21. ↑  「各駅の乗車人員 2018年度 ベスト100以外（5）：JR東日本」東日本旅客鉄道。2025年7月26日閲覧。
22. ↑  「各駅の乗車人員 2019年度 ベスト100以外（5）：JR東日本」東日本旅客鉄道。2025年7月26日閲覧。
23. ↑  「各駅の乗車人員 2020年度 101位以下（5）| 企業サイト：JR東日本」東日本旅客鉄道。2025年7月26日閲覧。
24. ↑  「各駅の乗車人員 2021年度 101位以下（5）| 企業サイト：JR東日本」東日本旅客鉄道。2025年7月26日閲覧。
25. ↑  「各駅の乗車人員 2022年度 101位以下（5）| 企業サイト：JR東日本」東日本旅客鉄道。2025年7月26日閲覧。